# Академічне веслування на літніх Олімпійських іграх 1924
Змагання з академічного веслування на літніх Олімпійських іграх 1924 у Парижі тривали з 13 до 17 серпня. Розіграно 7 комплектів нагород, лише серед чоловіків.

## Медальний залік
| Event                            | Золото | Срібло | Бронза |
| -------------------------------- | --- | --- | --- |
| Парні одиночки                   | Джек Бересфорд (GBR) | Вільям Ґілмор (USA) | Йозеф Шнайдер (SUI) |
| Парні двійки                     | Пол Костелло і Джон Б. Келлі стар. (USA) | Марк Деттон і Жан-П'єр Сток (FRA) | Рудольф Боссар і Гайні Тома (SUI) |
| Розпашні двійки без стернового   | Тен Бейнен і Віллі Ресінґ (NED) | Моріс Монне-Бутон і Жорж Пйо (FRA) | не нагороджували |
| Розпашні двійки зі стерновим     | Швейцарія (SUI) Едуар Кандево Альфред Фельбер Еміль Лашапель                                                                                          | Італія (ITA) Ерколе Ольджені Джованні Скаттурін Джино Сопракордеволе                                                                  | США (USA) Леон Батлер Гаролд Вілсон Едвард Дженнінґс |
| Розпашні четвірки без стернового | Велика Британія (GBR) Максвелл Ілей Джеймс Мак-Набб Роберт Моррісон Теренс Сандерс                                                                    | Канада (CAN) Арчибалд Блек Джордж Мак-Кей Колін Фінлейсон Вільям Вуд                                                                  | Швейцарія (SUI) Еміль Альбрехт Альфред Пробст Ойґен Зіґґ Ганс Вальтер                                                                                          |
| Розпашні четвірки зі стерновим   | Швейцарія (SUI) Еміль Альбрехт Альфред Пробст Ойґен Зіґґ Ганс Вальтер Вальтер Лослі                                                                   | Франція (FRA) Ежен Констан Луї Ґрессьє Жорж Лекуант Реймон Талле Марсель Лепан                                                        | США (USA) Боб Ґергардт Сід Джелінек Ед Мітчелл Генрі Велсфорд Джон Кеннеді                                                                                     |
| Вісімки                          | США (USA) Леонард Карпентер Говард Кінґсбері Алфред Ліндлі Джон Міллер Джеймс Рокфеллер Фредерік Шеффілд Бенджамін Спок Алфред Вілсон Лоренс Стоддард | Канада (CAN) Артур Белл Роберт Гантер Вільям Ленґфорд Гаролд Літтл Джон Сміт Воррен Снайдер Номан Тейлор Вільям Воллас Айвор Кемпбелл | Італія (ITA) Антоніо Каталініч Франческо Катталініч Сімоне Катталініч Джузеппе Крівеллі Латіно Галассо П'єтро Іванов Бруно Соріч Карло Тоніатті Вітторіо Любіч |

## Країни, що взяли участь
Змагався 181 веслувальник з 14-ти країн:
- Аргентина (9)
- Австралія (10)
- Бельгія (15)
- Бразилія (2)
- Канада (14)
- Франція (22)
- Велика Британія (21)
- Угорщина (7)
- Італія (17)
- Нідерланди (17)
- Польща (6)
- Іспанія (10)
- Швейцарія (11)
- США (20)

## Таблиця медалей
| Місце               | Країна                | Золото | Срібло | Бронза | Загалом |
| ------------------- | --------------------- | ------ | ------ | ------ | ------- |
| 1                   | США (USA)             | 2      | 1      | 2      | 5       |
| 2                   | Швейцарія (SUI)       | 2      | 0      | 3      | 5       |
| 3                   | Велика Британія (GBR) | 2      | 0      | 0      | 2       |
| 4                   | Нідерланди (NED)      | 1      | 0      | 0      | 1       |
| 5                   | Франція (FRA)         | 0      | 3      | 0      | 3       |
| 6                   | Канада (CAN)          | 0      | 2      | 0      | 2       |
| 7                   | Італія (ITA)          | 0      | 1      | 1      | 2       |
| Загалом (7 збірних) | Загалом (7 збірних)   | 7      | 7      | 6      | 20      |